# Diors
Diors – miejscowość i gmina we Francji, w Regionie Centralnym, w departamencie Indre.
Według danych na rok 1990 gminę zamieszkiwało 617 osób, a gęstość zaludnienia wynosiła 24 osoby/km² (wśród 1842 gmin Centre, Diors plasuje się na 594. miejscu pod względem liczby ludności, natomiast pod względem powierzchni na miejscu 472.).